# Radicaal 44
Van de in totaal 214 Kangxi-radicalen heeft radicaal 44 de betekenis kadaver. Het is een van de eenendertig radicalen die bestaat uit drie strepen.
In het Kangxi-woordenboek zijn er 148 karakters die dit radicaal gebruiken.

## Karakters met het radicaal 44

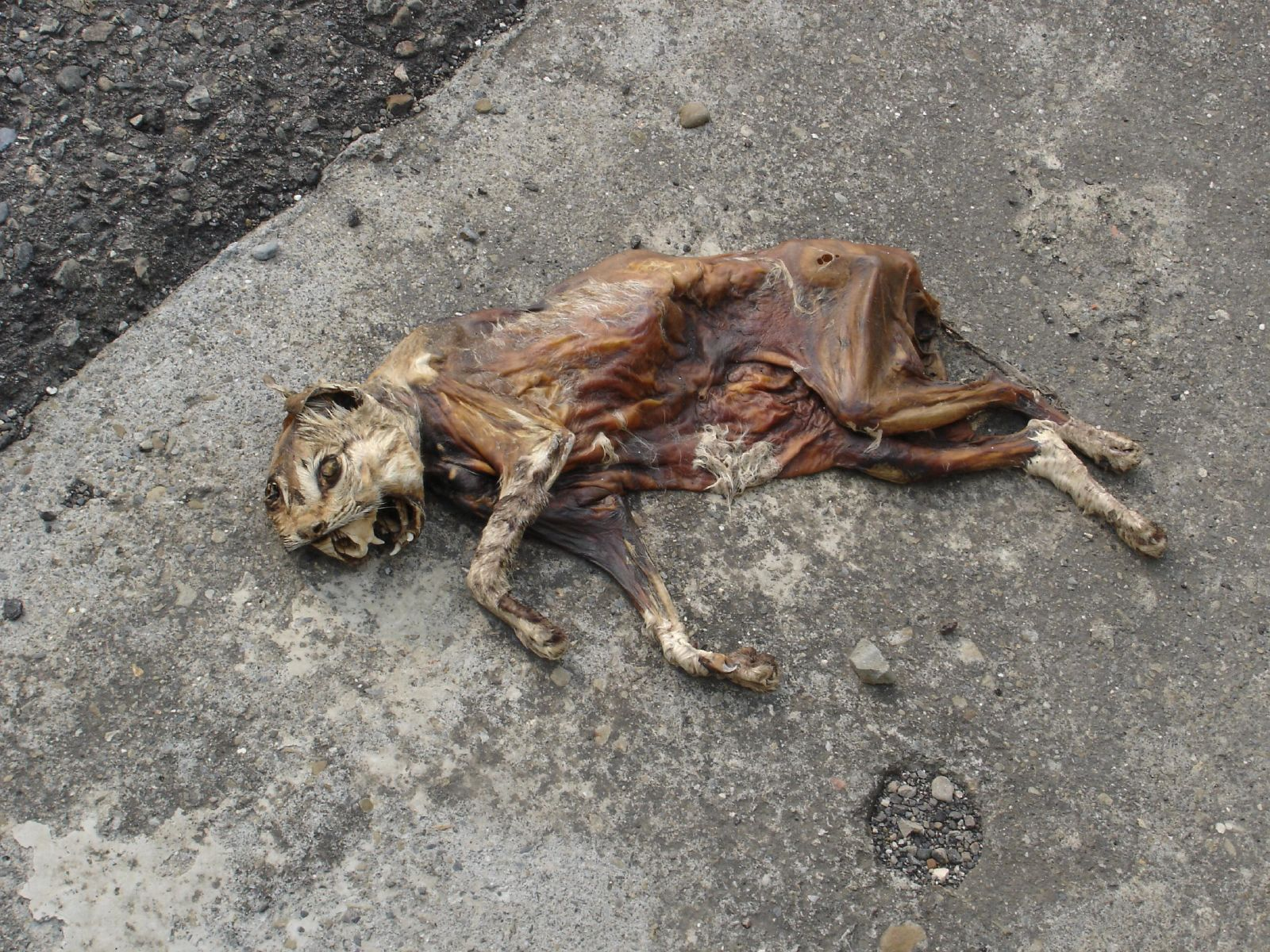
Kadaver van een kat.

| Strepen | Karakter                   |
| ------- | -------------------------- |
| + 0     | 尸                         |
| + 1     | 尹 尺                      |
| + 2     | 尻 尼                      |
| + 3     | 尽                         |
| + 4     | 尾 尿 局 屁 层 屃          |
| + 5     | 屄 居 屆 屇 屈 屉 届       |
| + 6     | 屋 屌 屍 屎                |
| + 7     | 屐 屑 屒 屓 屔 展 屖 屗 屘 |
| + 8     | 屏 屙 屚 屛 屜 屝 屠       |
| + 9     | 属 屟 屡                   |
| + 11    | 屢 屣 層                   |
| + 12    | 履 屦 屧                   |
| + 14    | 屨                         |
| + 15    | 屩 屪                      |
| + 16    | 屫                         |
| + 18    | 屬                         |
| + 21    | 屭                         |

Orakelbotkarakter
Bronskarakter
Groot zegelkarakter
Klein zegelkarakter